# Années 1520
Les années 1520 couvrent la période de 1520 à 1529.

## Évènements
- 1519-1521 : chute de l'Empire aztèque[1].
- 1519-1522 : circumnavigation Magellan-Elcano[1].
- 1519-1533 : le khan Moukhammed-Kyrgyz fait à partir de Barskon l'unité des trois confédérations tribales kirghizes qui ont émigré vers le Tian Shan (actuel Kirghizistan) au  XVe siècle[2].
- Années 1520-1530 : 
  - début de la traite des esclaves entre l’Afrique occidentale et le Nouveau Monde[3].
  - révoltes d’esclaves à Hispaniola, Porto Rico, Santa Marta et Panama. Les autorités espagnoles mettent sur pied une milice chargée de pourchasser les esclaves en fuite[4].
- Vers 1520-1522 : le Portugais Domingo Paes (pt) visite Vijayanagar[5]. Il compare la ville à Rome. Le Vijayanagar est alors à son apogée pendant le règne de Krishna Deva Râya (1509-1529), qui contrôle la quasi-totalité de l’Inde du Sud.
- 1520 ; 1522 ; 1525 : raids de Bâbur sur Kandahar[6].
- 1520-1521 : révolte en Syrie contre les ottomans menée par le gouverneur mamelouk Janbirdi al-Ghazali[7].
- 1524 : 
  - voyage de Giovanni da Verrazano le long des côtes d'Amérique du Nord pour le roi de France[1].
  - Pedro de Alvarado conquiert le Guatemala et Cristóbal de Olid le Honduras pour le roi d’Espagne[8].
- Vers 1525-1530 : les Basques viennent faire la pêche dans les régions voisines du fleuve Saint-Laurent et de la rivière Saguenay[9].
- 1528–1536 : voyage de Cabeza de Vaca de la Floride à la Californie[1].

### Europe

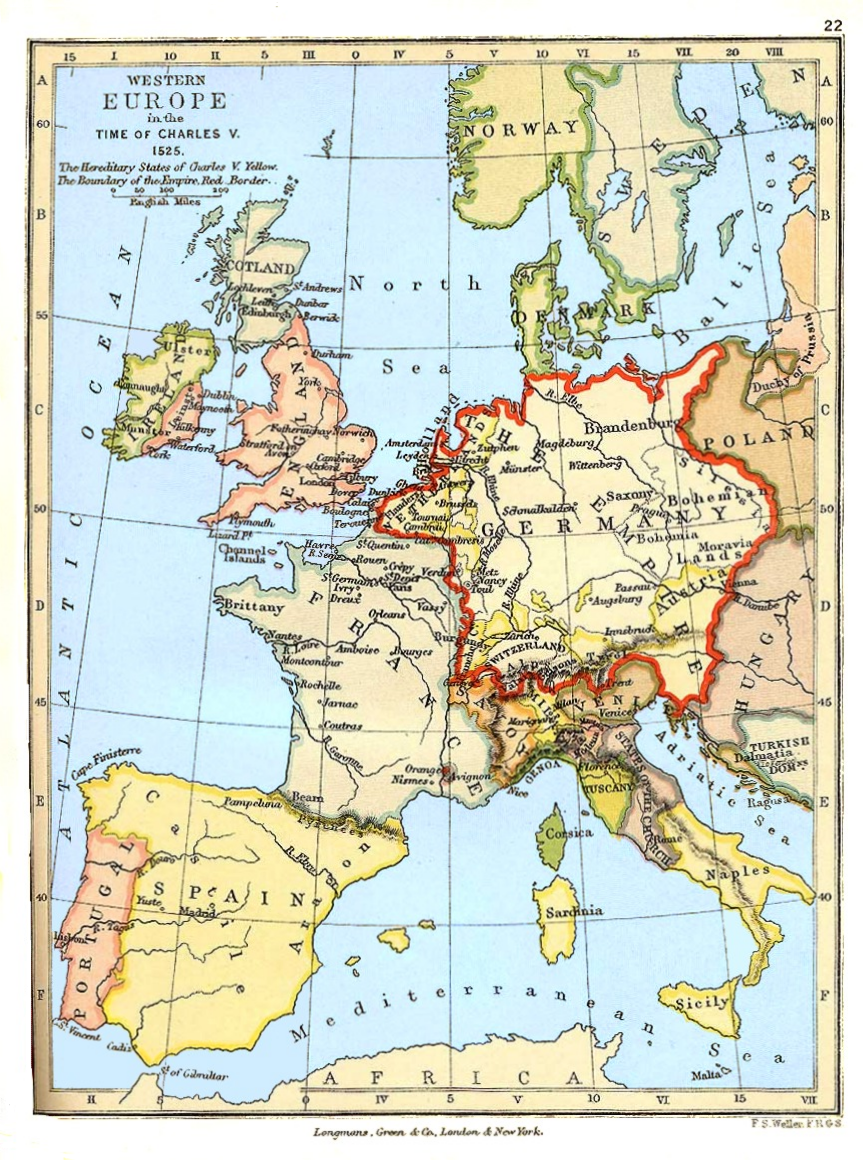
L'Europe de l'Ouest en 1525

- 1519-1520 : le luthéranisme pénètre en Angleterre et se développe à Cambridge. Les luthériens sont persécutés pendant les années 1520[10].
- 1520 : la Réforme se répand en Hongrie, surtout dans la population germanophone urbaine ainsi qu’à la cour de la reine Marie[11].
- 1521 : diète de Worms ; excommunication de Martin Luther[12].
- 1521-1525 : sixième guerre d'Italie[12].
- 1523 : la Suède se déclare indépendance de l'union de Kalmar après l'élection de Gustav Vasa[13]; « début de l'ère Vasa ».
- Vers 1523-1530 : levée du premier plan de Paris par une équipe d’ingénieurs topographes pour une officine privée[14].
- 1524-1525 : guerre des Paysans allemands ; troubles dans la paysannerie en Souabe, Thuringe, Alsace et Autriche[12].
- 1525 : bataille de Pavie. François Ier, battu, est fait prisonnier[12].
- 1526-1529 : septième guerre d'Italie[12].

- 1526 : 
  - victoire turque à Mohács sur la Hongrie[12].
  - le sucre du Brésil est exporté pour la première fois à Lisbonne[15].
  - première mention des arachides par les Espagnols[16].
- 1527 : 
  - sac de Rome[12].
  - Paracelse critique les principes de la médecine de son époque[17].
- 1526-1529 : de fortes pluies entrainent de mauvaises récoltes en Europe occidentale. Famines ou disettes déclenchent des révoltes comme la Grande Rebeyne à Lyon en 1529[18].
- 1528 : 
  - Hernán Cortés revient en Espagne avec des fèves de cacao[16].
  - les haricots sont acclimatés à Rome par le chanoine italien Piero Valeriano, protégé du pape Clément VII[16].
- 1529 : échec du siège de Vienne par les Ottomans[12].

## Personnages significatifs
- Juan Sebastián Elcano.
- Hernán Cortés, conquistador, conquérant du Mexique.
- Fernand de Magellan.